# Humphrey Mijnals
Humphrey August Mijnals (Moengo, 21 dicembre 1930 – Utrecht, 27 luglio 2019) è stato un calciatore surinamese con cittadinanza olandese, di ruolo difensore.

## Carriera

### Club
Mijnals prestò servizio nella SV Robinhood del suo paese natale negli anni '50, essendo una delle stelle della squadra (dove fu quattro volte campione). Ha anche suonato per sei mesi all'América Futebol Clube de Pernambuco.
Nel 1956 fu trasferito alla USV Elinkwijk di Utrecht (Paesi Bassi), insieme a suo fratello Frank e altri tre giocatori del Suriname, Michel Kruin, Erwin Sparendam e Charley Marbach, un quintetto noto come "il trifoglio a cinque foglie". Lì ha giocato 134 partite (2 gol segnati).  Nel 1963 andò al DOS Utrecht (17 partite, 1 goal). Ha terminato la sua carriera da giocatore nei club semi-professionisti di Utrecht.

### Nazionale
Il 3 aprile 1960, Mijnals fu convocato per la squadra di calcio nazionale olandese - contro la Bulgaria - la prima volta che Orange aveva chiamato un giocatore del Suriname. In questa partita, Mijnals interrompe un tentativo di porta bulgaro con un calcio aereo. Tuttavia, ha giocato solo altre due partite (contro il Belgio e la sua squadra nazionale, il Suriname) da quando è stato messo da parte da KNVB.
Mijnals ha giocato 45 partite con la squadra del Suriname, anche se non tutte sono considerate ufficiali, poiché in molti casi gli avversari erano squadre o squadre non riconosciute dalla FIFA.

## Palmarès

### Club

#### Competizioni nazionali
- Campionato del Suriname: 4

Robinhood: 1953, 1954, 1955, 1956